# Scandinavian Alternative Music Awards
Das Scandinavian Alternative Music Awards (SAMA), ursprünglich Swedish Electronic Music Awards (SEMA), war das größte schwedische Musikfestival für Elektronische Musik. Der von 1998 bis 2007 vergebene Musikpreis gilt als Grammis der schwedischen Synth-Musikszene.

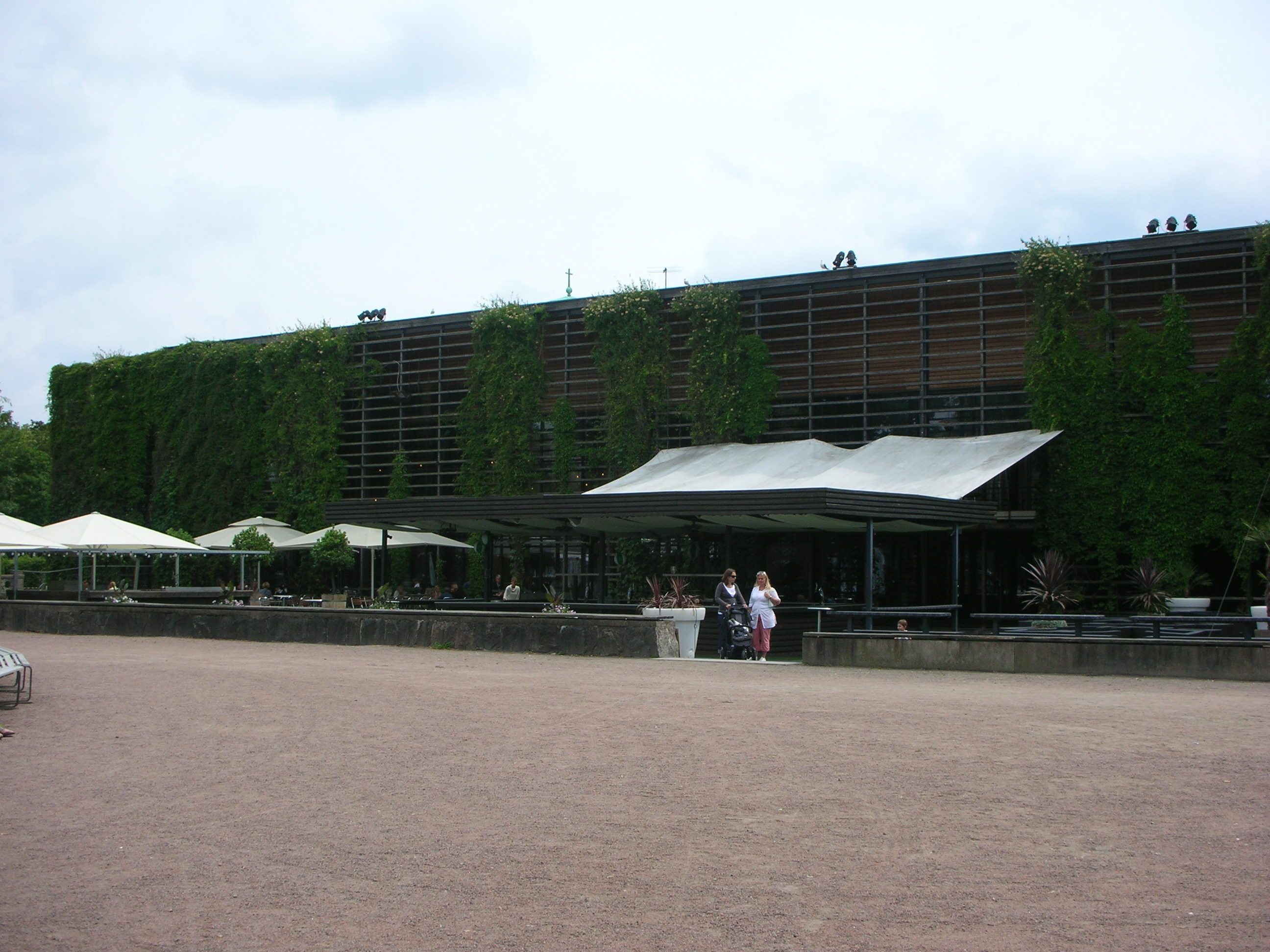
Trädgårn in Göteborg: Veranstaltungsort SAMA 2007

## Geschichte
Das Festival wurde 1998 gegründet und fand bis 2007 regelmäßig in Göteborg statt. Seine Gründung ging einher mit der steigenden Popularität von schwedischen Synthie-Pop- und Elektro-Rock-Bands wie Covenant, Cat Rapes Dog oder Saft. Gründer und Hauptverantwortlicher des Festivals war der Plattenproduzent Fredrik Rundqvist. Ursprünglich war SEMA als schwedischer Preis für elektronische Musik gedacht. In den Folgejahren breitete es sich jedoch über ganz Skandinavien aus und öffnete sich als SAMA auch für andere Musikstile. Die Umbenennung erfolgte 2003. Während seiner 10-jährigen Geschichte wurden über 50 Preisträger in verschiedenen Kategorien gekürt. Das zehnte und letzte Festival fand am 6. April 2007 im Göteborger Trädgår’n statt.

## Preisträger
(Auswahl)
Kategorie „Best Song“
- 1998: Ditt namn i min mun – Saft
- 2004: His morning promenade – Slagsmålsklubben
- 2005: Plastic World – Colony 5

Kategorie „Best Album“
- 1998: Europa – Covenant
- 2004: Universal poplab – Universal poplab
- 2005: You and me Against the World – Apoptygma Berzerk

Kategorie „Best Artist“
- 1998: Covenant
- 2004: Slagsmålsklubben
- 2005: Alice in Videoland

Kategorie „Best club/festival“
- 2004: Arvikafestivalen
- 2005: Arvikafestivalen

Kategorie „Best Newcomer“
- 1998: Sista mannen på jorden